# Txt2tags
txt2tags - генератор документів, що використовує легку мову розмітки. txt2tags - вільне ПЗ що випускається під ліцензією GNU GPL.
Написане мовою Python, і може експортувати документи в кілька різних форматів, включаючи: 
- HTML
- XHTML
- SGML
- LaTeX
- Lout
- roff
- MediaWiki
- Google Code Wiki
- DokuWiki
- MoinMoin
- MagicPoint
- PageMaker
- і звичайний текстовий формат.

## Зноски
1. ↑  Aurelio Jargas (aka verde) - The softwares I have coded: AdiumBook, EmoMemory, CSS Sandbox, MoneyLog, txt2tags, txt2regex, SedSokoban, sedsed, ...
2. 1 2  txt2tags changelog
3. ↑  Download